# Гринтовец (община Копер)
Вижте пояснителната страница за други значения на Гринтовец.
Гринтовец (на словенски: Grintovec) е село в Словения, Обално-крашки регион, община Копер. Според Националната статистическа служба на Република Словения през 2002 г. селото има 83 жители.